# War (Nyugat-Virginia)
War város az USA Nyugat-Virginia államában, McDowell megyében. Lakosainak száma 623 fő (2020. április 1.).

## Népesség
A település népességének változása:

| 2010 | 862 |
| 2020 | 623 |